# Put spasa – kukuruzni put (2017.)
Put spasa – kukuruzni put je kratki hrvatski dokumentarni film iz 2017. godine. Režirao ga je Josip Grizbaher, scenarij napisao Igor Mavrin, direktor fotografije je Tomislav Šilovinac, art direktor Marko Džavić, tehnička podrška i animacije djelo su Ivana Grizbahera, snimatelji su Josip Grizbaher i Marko Džavić, snimke iz zraka djelo su Branka Drakulića, Vladimira Franjića i Mira Suvera, rasvjeta Tomislav Šilovinac i Marko Džavić, arhivske fotografije i video zapisi Memorijalni centar Domovinskog rata Vukovar, a u produkciji cinematic Osijek.
Film govori o herojima koji su branili Kukuruzni put, poljski put kroz kukuruzište, zapadno od grada Vukovara u istočnoj Hrvatskoj, koji je tijekom obrane Vukovara od velikosrpskog agresora kasna ljeta i na jesen 1991. bio jedini put koji je spajao grad Vukovar s ostatkom slobodne Hrvatske. Jedino tim putem do opkoljena Vukovara stizala je humanitarna i medicinska pomoć, oružje i vojnici, mnogi civili i ranjenici njime su izašli iz opkoljena grada. Putem je nakon pada Vukovara više manjih skupina branitelja i civila krenulo iz grada putem kroz kukuruze, pri čemu su mnogi stradali. Film je snimljen za prigodu Susreta hrvatske katoličke mladeži 2017. održan 29. i 30. travnja u Đakovačko-osječkoj nadbiskupiji i gradu Vukovaru.

## Vanjske poveznice
- YouTube Kukuruzni put – put spasa